# ماري مونك
ماري مونك (بالألمانية: Marie Munk )‏ (و. 1885 – 1978 م) هي قاضية، وأستاذة جامعية، ومحامية ألمانية، ولدت في برلين، توفيت في كامبريدج، ماساتشوستس، عن عمر يناهز 93 عاماً.